# Harmony (mô-đun ISS)

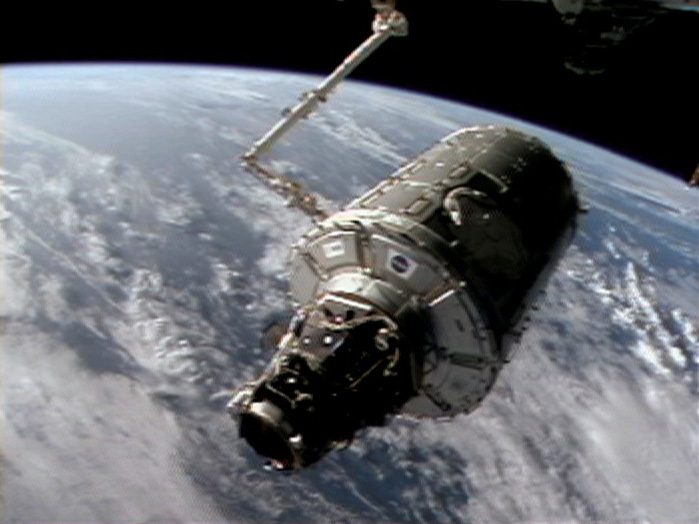
Cánh tay Canadarm 2 của trạm đang lắp đặt Harmony vào trạm

Harmony, hay còn gọi là Node 2, là một module của Mỹ trên trạm ISS nhưng lại được xây dựng bởi Cơ quan không gian Ý (ASI). Harmony tạo ra một hành lang nối ba phòng thí nghiệm trên trạm: Destiny của Mỹ, Kibo của Nhật Bản và Columbus của châu Âu. Sự lắp ghép của Node 2 đã nâng không gian sinh hoạt và làm việc trên ISS lên 500 m³. Đây là module điều áp đầu tiên được lắp ghép vào ISS từ khi khoang kết nối Pirs của Nga được kết nối vào trạm vào tháng 9 năm 2001. Harmony có nghĩa là "sự hòa hợp".

## Lịch sử
Alenia Spazio ở Turino, Ý, lãnh đạo một tập hợp các nhà thầu phụ tại châu Âu để thực hiện việc xây dựng Node 2 theo một hợp đồng với Cơ quan không gian Ý. Nó được chuyển cho NASA theo một thỏa thuận của Cơ quan không gian châu Âu (ESA) theo đó phòng thí nghiệm Columbus của châu Âu sẽ được phóng lên trạm ISS bởi một tàu con thoi của Mỹ. Node 2 được vận chuyển tới Trung tâm không gian Kennedy ở Florida ngày 1 tháng 6 năm 2003 để bắt đầu các bước chuẩn bị cuối cùng. Cái tên Harmony được công bố vào ngày 15 tháng 3 năm 2007. Harmony được lắp ghép vào trạm ISS trong chuyến bay STS-120 của tàu con thoi Discovery phóng lên ngày 23 tháng 10 năm 2007.

## Chức năng

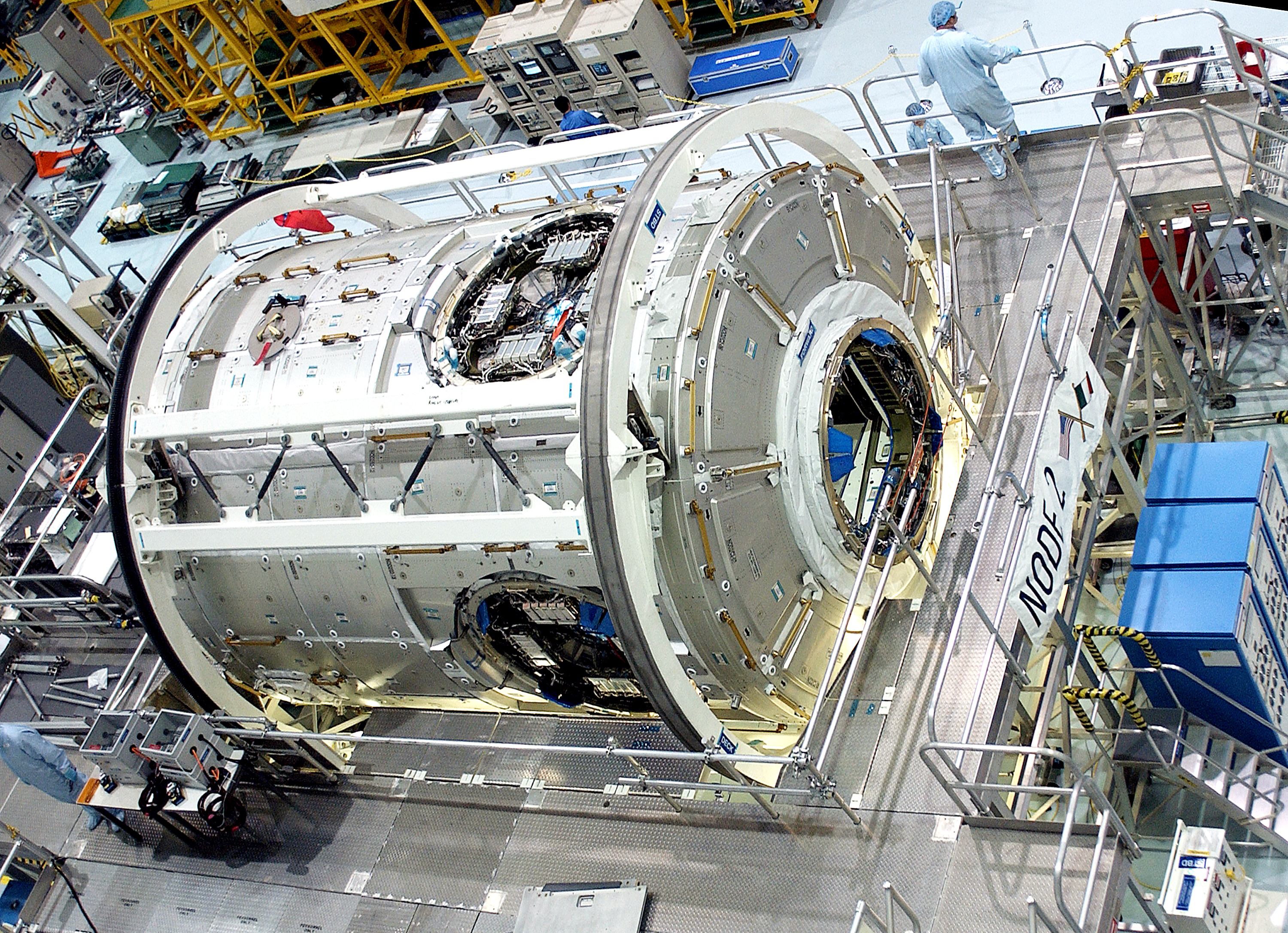
Harmony trong quá trình chế tạo

Vai trò chính của Harmony là kết nối 3 phòng thí nghiệm trên trạm ISS của Mỹ, Nhật Bản và châu Âu, chia sẻ các tài nguyên mà Destiny nhận được từ hệ thống giàn kết hợp (Integrated Truss Structure – ITS) của trạm đến các phòng thí nghiệm còn lại. Harmony là một trung tâm tiện ích cung cấp không khí, điện năng, nước và các hệ thống khác cần thiết để hỗ trợ cho sự sống trên trạm. Ngoài ra nó cũng có các cổng kết nối có thể lắp ghép với các module dịch vụ đa mục đích, tàu vận tải H II của Nhật, thiết bị tiếp hợp kết nối điều áp PMA 2 là chỗ đậu của các tàu con thoi. Cánh tay robot của trạm Canadarm 2 có thể hoạt động từ một nút giữ cố định cung cấp năng lượng ở bên ngoài của Node 2.

## Kỹ thuật
Module làm bằng nhôm, dài 7,2 m, đường kính 4,4 m, thể tích điều áp 75,5 m³, khối lượng khi phóng là 14.288 kg. Nó có hình dáng tương tự như Unity. Hãng Boeing cung cấp một số lượng lớn các thành phần hệ thống phụ trên Harmony như ánh sáng, quạt, các bộ chuyển mạch và bộ biến đổi năng lượng, các giá đựng, khuếch tán không khí, phát hiện khói, các cửa và các cơ cấu cập bến phổ thông (Common Berthing Mechanism – CBM). Các hệ thống phụ được kiểm tra bởi Thales Alenia để đảm bảo chúng hoạt động phù hợp về mặt kỹ thuật với các bộ phận khác trên trạm. Hãng Boeing cũng chế tạo, lắp đặt và kiểm tra trên Harmony 5 CBM chủ động (Active Common Berthing Mechanism – ACBM). Harmony có tất cả tám giá đựng, gồm 2 giá hàng không, hai giá kho dự trữ cung cấp và 2 giá kho dự trữ zero-g.

## Bên lề
Node 2 nhận được tên mới của nó ngày 15 tháng 3 năm 2007 sau một cuộc thi có sự tham dự của hơn 2.200 sinh viên từ 32 tiểu bang của Mỹ. Trong cuộc thi này các sinh viên phải đưa ra một cái tên và viết một bài tiểu luận giải thích ý nghĩa của cái tên mà họ đề nghị cho module mà sẽ đóng vai trò là trung tâm kết nối các phòng thí nghiệm khoa học của các đối tác khác nhau trong dự án ISS. Đã có 6 trường khác nhau đưa ra cái tên "Harmony" với ý nghĩa là sự hòa hợp, một yếu tố rất cần thiết trong một dự án hợp tác khoa học lớn có sự cộng tác của nhiều đối tác khác nhau. Đây là bộ phận đầu tiên của Mỹ được đặt tên bởi những cá nhân bên ngoài NASA.